# Osmia forticornis
Osmia forticornis är en biart som beskrevs av Van der Zanden 1989. Osmia forticornis ingår i släktet murarbin, och familjen buksamlarbin. Inga underarter finns listade i Catalogue of Life.